# Thyas regia
Thyas regia là một loài bướm đêm trong họ Erebidae.